# Pittsburgh Power
Die Pittsburgh Power waren ein Arena-Football-Team aus Pittsburgh (Pennsylvania), das in der Arena Football League (AFL) spielte. Ihre Heimspiele trugen die Power im Consol Energy Center aus.

## Geschichte
Die Power wurden 2011 gegründet und starteten in der AFL. Nach den Pittsburgh Gladiators, die 1987 zu den Gründungsteams der AFL gehörten, waren die Power das zweite in Pittsburgh beheimatete Arena Football Franchise in der AFL. 
Nach vierzehn Siegen und nur drei Niederlagen in der Hauptrunde schieden die Power in ihrer einzigen Playoffsaison der Franchisegeschichte 2014 im Viertelfinale aus.
Nach der Saison 2014 entschieden sich die Eigentümer, das Franchise aufzulösen.

## Saisonstatistiken
| Jahr | Team             | Liga | S  | N  | Playoffs erreicht | Playoffrunde                                |
| ---- | ---------------- | ---- | -- | -- | ----------------- | ------------------------------------------- |
| 2011 | Pittsburgh Power | AFL  | 9  | 9  | nein              |                                             |
| 2012 | Pittsburgh Power | AFL  | 5  | 13 | nein              |                                             |
| 2013 | Pittsburgh Power | AFL  | 4  | 14 | nein              |                                             |
| 2014 | Pittsburgh Power | AFL  | 15 | 3  | ja                | N Viertelfinale gg. Orlando Predators 48:56 |

## Zuschauerdurchschnitt
| Jahr | Team             | Zuschauerdurchschnitt |
| ---- | ---------------- | --------------------- |
| 2011 | Pittsburgh Power | 9.107                 |
| 2012 | Pittsburgh Power | 5.163                 |
| 2013 | Pittsburgh Power | 5.865                 |
| 2014 | Pittsburgh Power | 6.370                 |